# Terra di Mac. Robertson
La Terra di Mac. Robertson (in inglese Mac. Robertson Land) 70°00′S 65°00′E è una porzione di Antartide facente parte dei territori antartici australiani che si estende dalla baia di William Scoresby e capo Darnley. Nella parte orientale si estendono i monti del Principe Carlo. 
Il territorio è stato scoperto durante la spedizione anglo-australiana-neozelandese del 1929-1931 sotto la guida di sir Douglas Mawson e denominata in onore di Macpherson Robertson di Melbourne, finanziatore della missione.
Dal 1965 i membri delle spedizioni sovietiche in Antartide si interessarono ai campioni di roccia prelevati dai monti del Principe Carlo. Il loro interesse crebbe sino al punto che vi installarono una base permanente: la Soyuz.
La relativa parte costiera della regione è conosciuta come Costa di Lars Christensen (Lars Christensen Coast, in inglese) in onore di Lars Christensen.